# Nicolas Szerszeń
Nicolas Szerszeń (Poissy, 31 dicembre 1996) è un pallavolista francese naturalizzato polacco, schiacciatore dell'AZS Olsztyn.

## Biografia
Nasce in Francia da una famiglia di pallavolisti polacchi: suo padre è l'ex pallavolista e allenatore Jacek Szerszeń, mentre sua Magdalena, ha giocato a pallavolo fino al livello universitario, così come la sorella Anna, che ha giocato per la formazione femminile della Ohio State.

## Carriera

### Club
La carriera di Nicolas Szerszeń inizia nel settore giovanile del Conflans, dove viene allenato dal padre. Si trasferisce poi per motivi accademici negli Stati Uniti d'America, dove prende parte alla lega universitaria NCAA Division I dal 2015 al 2018 con la Ohio State: si aggiudica due titoli nazionali, ricevendo numerosi riconoscimenti individuali, tra i quali quello di National Player of the Year del 2016 e di MVP del torneo NCAA Division I 2017.
Nella stagione 2018-19 sigla il suo primo contratto professionistico con l'Asseco Resovia, in Polska Liga Siatkówki; terminati gli impegni coi polacchi, è di scena nella National Volleyball Association 2019 con il Team LVC, aggiudicandosi lo scudetto e venendo insignito del premio come miglior giocatore. Nella stagione seguente viene ceduto in prestito allo Ślepsk Suwałki, sempre nella massima divisione polacca, facendo quindi ritorno all'Asseco Resovia nel campionato 2020-21 e restandovi per un biennio. Dopo un'annata con l'LKPS, nella stagione 2023-24 viene ingaggiato dall'AZS Olsztyn.

### Nazionale
Fa parte delle selezioni giovanili francesi, che lo vedono di scena alle qualificazioni al campionato europeo under 19 2013, alle qualificazioni al campionato europeo under 20 2014 e alle qualificazioni europee al campionato mondiale under 21 2015.

## Palmarès

### Club
- NCAA Division I: 2

2016, 2017
- NVA: 1

2019

### Premi individuali
- 2016 - National Player of the Year
- 2016 - All-America First Team
- 2016 - NCAA Division I: State College National All-Tournament Team
- 2017 - All-America First Team
- 2017 - NCAA Division I: Columbus National MVP
- 2018 - All-America First Team
- 2018 - NCAA Division I: Los Angeles National All-Tournament Team
- 2019 - National Volleyball Association: MVP